# Serge Tomao
Serge Tomao est un karatéka français né le 11 mai 1970. Il est surtout connu pour avoir remporté l'épreuve de kumite individuel masculin plus de 80 kilos aux championnats d'Europe de karaté 1992 ainsi que l'épreuve de Kumite par équipe lors des Championnats du monde de karaté 1994. Désormais il entraîne à l'AFR les jeunes de Nans-les-Pins.

## Style de Karaté
- 6e Dan Shotokan

## Résultats
| Résultat           | Date          | Épreuve                   | Catégorie | Compétition                | Ville hôte                 |
| ------------------ | ------------- | ------------------------- | --------- | -------------------------- | -------------------------- |
| Médaille d'argent  | 1989          | Kumite individuel sanbon  | Seniors   | Championnats d'Europe 1989 | Titograd, en Yougoslavie   |
| Médaille d'or      | 1992          | Kumite individuel + 80 kg | Seniors   | Championnats d'Europe 1992 | Bois-le-Duc, aux Pays-Bas  |
| Médaille d'argent  | Novembre 1992 | Kumite individuel + 80 kg | Seniors   | Championnats du monde 1992 | Grenade, en Espagne        |
| Médaille d'or      | Décembre 1994 | Kumite par équipe         | Seniors   | Championnats du monde 1994 | Kota Kinabalu, en Malaisie |
| Médaille de bronze | 1996          | Kumite individuel + 80 kg | Seniors   | Championnats d'Europe 1996 | Paris, en France           |